# Selección de balonmano de Colombia
La selección de balonmano de Colombia es la selección formada por jugadores de nacionalidad colombiana que representa a la Federación Colombiana de Balonmano en las competiciones internacionales organizadas por la Federación Internacional de Balonmano (IHF) o el Comité Olímpico Internacional (COI). Nunca ha participado en los Juegos Olímpicos o en Mundiales.
Participa en los Juegos Suramericanos, dichos juegos clasifican a los torneos Panamericanos.

## Historial

### Juegos Olímpicos
- 1936 - No participó
- 1972 - No participó
- 1976 - No participó
- 1980 - No participó
- 1984 - No participó
- 1988 - No participó
- 1992 - No participó
- 1996 - No participó
- 2000 - No participó
- 2004 - No participó
- 2008 - No participó
- 2012 - No participó
- 2016 - No participó

### Campeonato del Mundo
- 1938 - No participó
- 1954 - No participó
- 1958 - No participó
- 1961 - No participó
- 1964 - No participó
- 1967 - No participó
- 1970 - No participó
- 1974 - No participó
- 1978 - No participó
- 1982 - No participó
- 1986 - No participó
- 1990 - No participó
- 1993 - No participó
- 1995 - No participó
- 1997 - No participó
- 1999 - No participó
- 2001 - No participó
- 2003 - No participó
- 2005 - No participó
- 2007 - No participó
- 2009 - No participó
- 2011 - No participó
- 2013 - No participó
- 2015 - No participó
- 2017 - No participó

### Campeonato de América
- 1998 - 8.º
- 2002 - 8.º
- 2016 - 9.º
- 2018 - 9.º

el campeonato de  selecciones balonmano

### Juegos Suramericanos
- 2010: 5º
- 2014: 7º

### Juegos Bolivarianos
- 2º 2013, 2017

### Juegos Panamericano Junior
- 2021: 7º

- Datos: Q5147912